# Кириленко Віталій Володимирович
Віталій Володимирович Кириленко (нар. 25 квітня 1968) — український легкоатлет, що спеціалізується на стрибках у довжину, бронзовий призер чемпіонату світу, учасник Олімпійських ігор.

## Кар'єра
| Рік                 | Змагання                      | Місто                | Місце               | Примітки            |                     |
| Представник Україна | Представник Україна           | Представник Україна  | Представник Україна | Представник Україна | Представник Україна |
| ------------------- | ----------------------------- | -------------------- | ------------------- | ------------------- | ------------------- |
| 1992                | Чемпіонат Європи в приміщенні | Генуя, Італія        | 9                   | 7.74 м              |                     |
| 1993                | Чемпіонат світу               | Штутгарт, Німеччина  | 3                   | 8.15 м              |                     |
| 1994                | Чемпіонат Європи в приміщенні | Париж, Франція       | 21 (кв.)            | 7.65 м              |                     |
| 1994                | Чемпіонат Європи              | Гельсінкі, Фінляндія | 7                   | 7.92 м              |                     |
| 1995                | Чемпіонат світу               | Гетеборг, Швеція     | 16 (кв.)            | 7.87 м              |                     |
| 1996                | Олімпійські ігри              | Атланта, США         | 26 (кв.)            | 7.77 м              |                     |